# Ma Trận: Những cuộc Cách Mạng
The Matrix Revolutions (tên tiếng Việt: Ma Trận: Những cuộc Cách Mạng) là bộ phim khoa học giả tưởng, hành động của điện ảnh Hoa Kỳ năm 2003. Được viết kịch bản và đạo diễn bởi chị em Wachowskis, bộ phim là phần thứ ba của loạt phim The Matrix, được phát hành sáu tháng sau phần thứ hai - Ma trận: Tái lập với các diễn viên chính từ hai phần trước bao gồm: Keanu Reeves, Laurence Fishburne, Carrie-Anne Moss, Hugo Weaving và Jada Pinkett Smith.
Bộ phim do Warner Bros. Pictures phát hành đồng thời tại 108 vùng lãnh thổ ngày 5 tháng 11 năm 2003. Trong khi là mục cuối cùng trong bộ ba phần gốc của loạt phim, cốt truyện của Ma trận vẫn được tiếp tục trong trò chơi điện tử The Matrix Online. Đây là bộ phim do người thật đóng đầu tiên được phát hành ở cả rạp chiếu thường và rạp IMAX cùng một lúc. Dù nhận được nhiều đánh giá trái chiều từ các nhà phê bình, phim vẫn thu về 427,3 triệu USD trên toàn thế giới. Bộ phim thứ tư, có tên The Matrix Resurrections, bắt đầu sản xuất tháng 2 năm 2020 và phát hành  ngày 22 tháng 12 năm 2021.

## Nội dung
Tiếp tục diễn biến từ phần hai, ý thức của Neo lúc này đang bị mắc kẹt tại Mobil Ave - khu vực vận tải thông tin của Matrix - ở đây anh gặp một gia đình ba người, người bố của gia đình từng gặp anh ở chỗ Merovingian và đứa con gái Sati, cả ba người đều là chương trình máy tính. Mobile Ave được Trainman, thân cận của Merovingian điều hành và có đủ mọi quyền thao túng nơi này. Với sự trợ giúp của Seraph, Trinity và Morpheus đã đến chỗ Merovingian và cứu được Neo.
Tại thế giới thực, các thành viên của Hammer và Nebuchadnezzar cùng với Niobe của tàu Logos lên kế hoạch quay về Zion, hỗ trợ cho cuộc càn quét sắp tới của Sentinels. Trên đường về họ tách làm hai nhóm, Neo và Trinity đến Thành phố máy móc để tìm phương án đình chiến, những người khác tiếp tục quay về Zion. Smith lúc này trong Ma Trận đang tiếp tục ghi đè bản thân lên các chương trình khác để nhân bản và xâm chiếm Ma Trận, còn bản sao khác của hắn chiếm hữu cơ thể của Bane và đột nhập lên tàu của Neo. Hắn và Neo giao chiến, Neo bị đánh mù còn hắn bị Neo giết. Sau cùng Trinity hy sinh trong lúc cùng Neo tiến vào Thành phố máy móc; còn Neo đàm phán được với máy chủ (Deus Ex Machina), Sentinels rút lui còn Neo giúp loại bỏ Smith khỏi Ma Trận.
Neo hi sinh, xác của anh được máy móc đem đi, mối quan hệ giữa máy móc và con người về trạng thái hòa bình, nhưng sẽ không được bao lâu.

## Diễn viên
- Keanu Reeves trong vai Neo
- Laurence Fishburne trong vai Morpheus
- Carrie-Anne Moss trong vai Trinity
- Hugo Weaving trong vai Smith
- Jada Pinkett Smith trong vai Niobe
- Monica Bellucci trong vai Persephone
- Lambert Wilson trong vai the Merovingian
- Mary Alice[b] Là Oracle
- Helmut Bakaitis trong vai the Architect
- Harold Perrineau trong vai Link
- Tanveer K. Atwal trong vai Sati
- Bernard White trong vai Rama Kandra
- Collin Chou trong vai Seraph
- Nona Gaye trong vai Zee
- Gina Torres trong vai Cas
- Bruce Spence trong vai the Trainman
- Ian Bliss trong vai Bane
- Harry Lennix trong vai Commander Lock
- Anthony Zerbe trong vai Councillor Hamann
- Nathaniel Lees trong vai Captain Mifune
- Clayton Watson trong vai Kid
- Cornel West trong vai Councillor West
- David Roberts trong vai Captain Roland
- Anthony Wong trong vai Ghost
- Tharini Mudaliar trong vai Kamala
- Henry Blasingame (motion capture) trong vai Deus Ex Machina
  - Kevin Michael Richardson giọng nói của Deus Ex Machina

## Sản xuất
Kinh phí của bộ phim được ước tính trong khoảng 110 triệu và 150 triệu Đô la Mỹ.

### Phản hồi quan trọng
Trên trang web tổng hợp đánh giá Rotten Tomatoes, The Matrix Revolutions có đánh giá là 35% dựa trên 218 bài phê bình, với điểm đánh giá trung bình là 5,30/10. Sự đồng thuận quan trọng của trang web cho biết, "Một kết luận đáng thất vọng cho bộ ba Ma trận, khi các nhân vật và ý tưởng phải lùi lại cho các hiệu ứng đặc biệt." Trên Metacritic, bộ phim có điểm trung bình là 47/100 dựa trên 41 bài đánh giá, cho biết "các bài đánh giá hỗn hợp hoặc trung bình". Khán giả được thăm dò bởi CinemaScore đã cho bộ phim điểm trung bình là "B" trên thang điểm A + đến F, giảm điểm so với "B +" của phần trước đó và giảm hai điểm so với "A−" của phần phim đầu tiên, do đó, thấp thứ hai trong loạt.

## Phần sau
Tháng 8 năm 2019, chủ tịch Toby Emmerich của Warner Bros. Picture Group thông báo sẽ sản xuất phần 4 của loạt phim vào đầu năm 2020, với hai diễn viên chính được xác nhận là Keanu Reeves và Carrie-Anne Moss, phim được đạo diễn bởi Lana Wachowski. Lana cùng với Aleksandar Hemon, David Mitchell sẽ viết kịch bản, cô cũng kiêm luôn nhà sản xuất cùng Grant Hill.
Tháng 6 năm 2020, bộ phim bị rời lịch sang năm 2022 vì sức bùng phát của COVID-19. Đến tháng 8 năm 2021, bộ phim chính thức có tựa đề Ma trận: Hồi sinh và tháng 9 cùng năm tung ra trailer. Cuối cùng bộ được rời lịch phát hành từ ngày 1 tháng 4 năm 2021 sang 22 tháng 12 năm 2021, trên hệ thống HBO Max và cả rạp phim.